# Christopher von Güntersberg
Christopher von Güntersberg (* in Livland; † November 1678) war schwedischer Generalmajor und Kommandant in Halmstad.

## Leben

### Herkunft und Familie
Christopher von Güntersberg war ein Angehöriger des Adelsgeschlechts der von Güntersberg. Seine Eltern waren der schwedische Major Christopher von Güntersberg († 1637) und Anna Gyllenstierna af Svaneholm († 1671).
Güntersberg war mit Britta Sophia Strömberg († 1708), Tochter des Bürgermeisters von Jönköping Peder Gudmundsson und der Catharina Törnsköld vermählt. Eine vorhergehende Ehe mit einer Tochter des schwedischen Generalmajors Christopher von Buhrmeister, Herr auf Schloss Talkhof im Kreis Dorpat, ist sehr wahrscheinlich.
Von seinen sechs Söhnen dienten vier ebenfalls beim schwedischen Militär, zwei davon, Peter als schwedischer Leibtrabant († 1701 vor Narwa) und Heinrich Johann als schwedischer Kapitän bei den Dragonern († 1705 vor Gemauerthof) blieben im Nordischen Krieg, nur der zuletztgenannte setzte den Stamm fort, der jedoch mit seinen Kindern seinen Ausgang fand. Von den drei Töchtern heiratete Britta Sophia den schwedischen Generalleutnant und Gouverneur von Wismar, Freiherr Hans Isaak Ridderhielm († 1709). Anna Margaretha (1663–1743) heiratete den späteren schwedischen Generalmajor Johan Otto von Vicken (1657–1750).

### Werdegang
Er studierte an der Academia Gustaviana in Dorpat und erbte die väterlichen livländischen Güter Moisekull im Kirchspiel Nuggens, sowie Pert und Uddern im Kirchspiel Ringen. Uddern wurde ihm 1645 königlich bestätigt. In Schweden erwarb er Gärahov im Kirchspiel Byarums, Län Jönköping was zum Stammgut seiner Familie wurde und wo eine Erbbegräbnisstätte errichtet wurde.
Zunächst trat Güntersberg als Freiwilliger in die schwedische Armee ein, stand dann 1663 als Oberst im Regiment in Halland. 1664 wurde er in den schwedischen Adel introduziert (Nr. 685). 1667, mittlerweile im Rang eines Oberstleutnants, verglich er sich mit den Kindern seines Bruders Heinrich Johann († 1665) wegen Uddern. 1668 stand er als Oberst im Regiment Schonen, nahm am Schonischen Krieg, insbesondere an der Schlacht bei Lund teil. Ebenfalls im Jahre 1676 soll er Kommandant in Halmstadt, danach in Narwa gewesen sein. 1677 erfolgte die Beförderung zum Generalmajor.
Im darauffolgenden Jahr ist Güntersberg verstorben, wurde zunächst in Reval beigesetzt, dann aber exhumiert, nach Schweden überführt und erneut 1679 in der Kirche zu Byarums endgültig bestattet. Dort ist auch ein Epitaph für ihn und seine Frau erhalten.